# اچ‌ام‌اس روور (۱۸۷۴)
اچ‌ام‌اس روور (۱۸۷۴) (به انگلیسی: HMS Rover (1874)) یک کشتی بود که طول آن ۲۰۸ فوت (۶۳٫۴ متر) بود. این کشتی در سال ۱۸۷۴ ساخته شد.